# سیاره‌شناسی فراخورشیدی
سیاره‌شناسی فراخورشیدی یا اگزوپلنتولوژی یا همان دانش سیاره‌ای فراخورشیدی،
(به انگلیسی: Exoplanetology) زمینه‌ای یکپارچه از دانش اخترشناسی است که به جستجو و بررسی سیاره‌های فراخورشیدی (سیاره‌های بیرون از منظومه شمسی) اختصاص دارد. این زمینهٔ علمی یک رویکرد میان‌رشته‌ای؛ که شامل اخترزیست‌شناسی، اخترفیزیک، اخترشیمی، اخترزمین‌شناسی، سیاره‌شناسی، ژئوشیمی و علوم سیاره‌ای است را به کار می‌گیرد.

## نامگذاری
کنوانسیون نامگذاری ستاره‌ها و سیاره‌های فراتر، ادامه و گسترشی از سیستم مورد استفاده برای نامگذاری سامانه‌های چند ستاره است که توسط اتحادیه بین‌المللی اخترشناسی (IAU) تصویب شده‌است. برای سیاره‌ها و سیاره‌ای که در حال چرخش بر گرد یک ستارهٔ واحد هستند، معمولاً با گرفتن نام ستارهٔ مادر (میزبان) و اضافه کردن یک حرف کوچک به آن، این نام شکل می‌گیرد. نخستین سیارهٔ کشف شده در یک سیستم با عنوان "b" (ستاره مادر "a" در نظر گرفته شده‌است) و به سیاره‌های بعدی حروف بعدی داده می‌شود. اگر چندین سیاره در همان سیستم در همان زمان کشف شوند، نزدیکترین ستاره به حرف بعدی می‌رسد و پس از آن سیاره‌های دیگر به ترتیب اندازه مدارشان نامگذاری می‌شوند.
یک استاندارد دیگر موقت استثنائی IAU برای نامگذاری سیاره‌هایی که بر گرد یکدیگر گردش می‌کنند نیز وجود دارد. تعداد محدودی از سیاره‌های فراخورشیدی نام‌های مجاز استثنائی IAU را دارند. سیستم‌های نامگذاری دیگری نیز وجود دارد.